# ميخائيل بيل (سياسي)
ميخائيل بيل (بالإنجليزية: Michael Bell)‏ هو سياسي أمريكي، ولد في 1955 في لويزيانا في الولايات المتحدة.